# Гледиште (будизам)
Гледиште (пали: diṭṭhi, санскрт: dṛṣṭi) је средишњи појам будизма. Гледиште није проста збирка ставова, већ покретачко тумачење искуства које интензивно обликује мисли, утиске и делање. Стога се исправно гледиште или исправно разумевање (sammā diṭṭhi) сматра првим кораком будистичког пута.
Буда је посебно саветовао избегавање спекулативних гледишта, како не бисмо упали у ћорсокак јалове филозофске спекулације. Циљ Будиног учења је искључиво ослобођење ума.
Буда у својим говорима помињао следеће ставове који помажу у развоју исправног гледишта: настојање на директном искуству, уместо ослањања на туђа мишљења, ослобађање од предубеђења, избегавање пребрзог закључивања, отвореност за различита објашњења, остављање времена за прави закључак, спремност за промену мишљења ако је противно чињеницама, небркање дела и целине, итд.

## Етимологија
Пали реч diṭṭhi буквално значи виђење, гледиште, назор. Етимолошки је сродно грчком појму докса.

## Будино учење
Буда указује на опасност која се крије у нашим гледиштима, односно у нашим главама. Погрешна гледишта прво утичу на наш систем вредности, а потом рађају погрешне речи и поступке. Буда ово види као узрок свих других невоља:
Заиста не знам, монаси, ниједну другу ствар због које још ненастала штетна стања ума тако настају, а већ настала штетна стања ума се тако умножавају као што је то погрешно гледиште.— Буда
Отуда је први корак на племенитом осмоструком путу ка пробуђењу баш исправно гледиште (sammā diṭṭhi). Према Будиним речима, сврха исправног увида је одвратност, а сврха одвратности напуштање страсти (обестрашћеност).
Такође, Буда је говорио да нека гледишта треба једноставно одложити на страну (види немисливо):
Спекулативна гледишта (свет је вечан, свет није вечан, свет је бесконачан, свет је коначан, душа и тело су исто, душа и тело су различито, после смрти ослобођени постоји, после смрти ослобођени не постоји…) јесу читаво шипражје гледишта, џунгла гледишта, искривљење, колебање, оков гледишта. Она су оптерећена патњом, јадом, очајем и грозницом, не воде трежњењу, хлађењу, стишавању, миру, непосредном знању, пробуђењу, нирвани. Спекулативна гледишта је Ослобођени одложио на страну.— Буда

## Тумачења
Племенити осмоструки пут почиње исправним гледиштем. У једном говору Буда читав пут пореди са кочијом, а исправно гледиште с коњима који је вуку.
Под погрешним гледиштем (miććha diṭṭhi) Буда подразумева гледиште које нас удаљава од поштовања моралних начела, које пориче да постоји корист од чињења добрих дела. Вођени таквим гледиштем, убеђени смо да нема сврхе бити дарежљив, пожртвован, поштовати своје родитеље, породицу, да наша добра ни лоша дела немају никакве последице. То нас онда може навести на разне неодговорне, чак безобзирне поступке, којима угрожавамо друге, али и себе саме.
Још једна варијанта лошег гледишта коју помиње Буда је чврсто држање неког мишљења, инсистирање да је само оно исправно, док су друга погрешна. У жељи да задовољимо свој его лако се упуштамо у расправе и сукобе.